# Il'ja Zacharov
Il'ja Leonidovič Zacharov (in russo Илья Леонидович Захаров?; Leningrado, 2 maggio 1991) è un tuffatore russo.

## Biografia
Il'ja Zacharov è stato convocato in nazionale maggiore per la prima volta, in un grande evento sportivo, ai campionati europei di tuffi di Torino 2009, trovandosi al fianco di grandi campioni come Aleksandr Dobroskok, Dmitrij Dobroskok e Gleb Gal'perin, nonché di Aleksej Kravčenko e Oleg Vikulov e del giovane Evgenij Kuznecov. Ha esordito con un sesto posto nel turno preliminare dal trampolino 1 metro entrando così nelle prime otto posizioni utili per l'accesso alla finale. Ha terminato la gara con l'ottavo piazzamento.
Ai campionati mondiali di nuoto di Roma 2009 è convocato in una nazionale molto ringiovanita. Ha esordito nella competizione il 17 luglio nel trampolino individuale. Nel turno qualificatorio è riuscito a piazzarsi al settimo posto ed accedere alla finale dove ha chiuso con il decimo miglior punteggio. Il 24 luglio, con il compagno di Viktor Minibaev (classe 1991), si è cimentato nei tuffi sincronizzati dalla piattaforma 10 m. I due hanno guadagnato la qualificazione alla finale grazie al settimo posto nel turno preliminare. In finale si sono classificati decimi.
La sua prima medaglia mondiale arriva il 19 luglio 2011, si tratta di un argento nel trampolino 3 m sincro, con il compagno Evgenij Kuznecov, che sarà seguito da un'altra medaglia di uguale metallo, nel trampolino 3 m individuale.
Grazie agli ottimi risultati mondiali, si è qualificato ai Giochi olimpici di Londra 2012, dove ha rappresentato la Russia in tre differenti specialità: piattaforma 10 metri sincro, trampolino 3 metri sincro e trampolino 3 metri individuale. Nella piattaforma 10 metri sincro ha condotto, con il compagno Viktor Minibaev, una gara discreta ottenendo il sesto posto alle spalle di Cina (Cao Yuan, Zhang Yanquan), Messico (Ivan García Navarro, Germán Sánchez), Stati Uniti d'America (David Boudia, Nicholas McCrory), Gran Bretagna (Tom Daley, Peter Waterfield) e Cuba (Jeinkler Aguirre, José Antonio Guerra). In coppia con Evgenij Kuznecov ha invece vinto la medaglia d'argento olimpica nel trampolino 3 metri sincro. In tal modo, la Russia è riuscita a eguagliare il risultato ottenuto quattro anni prima a Pechino 2008 dal binomio Dmitrij Sautin e Jurij Kunakov. Nel trampolino tre metri ha superato il turno preliminare con il miglior punteggio. In semifinale ha passato il turno ottenendo il secondo posto alle spalle del cinese He Chong, campione olimpico in carica. In finale ha chiuso con 555.90 punti che gli hanno permesso di conquistare la medaglia d'oro, davanti ai due cinesi Qin Kai, argento con 541,75 e He Chong, bronzo con 521,15. La sua vittoria nel trampolino individuale ha interrotto il dominio degli atleti cinesi, iniziato da Xiong Ni alle olimpiadi di Atlanta 1996.

## Palmarès
- Giochi olimpici

Londra 2012: oro nel trampolino 3 m e argento nel sincro 3 m.
- Mondiali

Shanghai 2011: argento nel trampolino 3 m e nel sincro 3 m.
Barcellona 2013: argento nel sincro 3 m.
Kazan 2015: argento nel trampolino 3 m e nel sincro 3 m.
Budapest 2017: oro nel sincro 3 m e bronzo nel trampolino 3 m.
- Europei di nuoto/tuffi

Torino 2009: argento nel sincro 3 m.
Budapest 2010: argento nel trampolino 3 m e nel sincro 10 m.
Torino 2011: oro nel sincro 3 m, argento nel trampolino 3 m e bronzo nel sincro 10 m.
Eindhoven 2012: oro nel sincro 3 m, argento nel sincro 10 m e bronzo nel trampolino 3 m.
Rostock 2013: oro nel trampolino 3 m e nel sincro 3 m.
Berlino 2014: oro nel sincro 3 m e argento nel trampolino 3 m.
Rostock 2015: oro nel sincro 3 m e bronzo nel trampolino 3 m.
Londra 2016: argento nel sincro 3 m.
Kiev 2017: oro  nel trampolino 3 m e nel sincro 3 m.
Glasgow 2018: oro nel sincro 3m e argento nel trampolino 3m.
- Universiadi

Taipei 2017: oro nel trampolino 3m e nel sincro 3m.

## Riconoscimenti
- LEN Award: 2012
- Atleta dell'anno FINA: 2012